# Pártos Gyula (tisztviselő)
Pártos Gyula (Budapest, 1873. – 1932. október 11.(k. n.)) MÁV tisztviselő.

## Sportvezetőként
A Törekvés SE sportvezetője. 1902-től a társadalmi bizottság tagja, 1926-tól ügyvezető alelnök, 1914–1925 között az MLSZ bizottságainak és a tanács tagja. Az átalakulás után Budapesti Labdarúgó Alszövetség (BLASz) tanács tagja, majd társelnöke. Több alkalommal (olasz, német, lengyel) vezette a válogatott túráját. Egyik tervezője volt az MLSZ egyéves igazolási rendszerének. Egyik munkatársa volt az MLSZ új szabálykönyvének.
1921-ben több válogatott összeállítását a válogató bizottság végezte: Neuwelt Emil, Vámos Soma, Pártos Gyula, Mamusich Mihály és a szövetségi kapitány, Kiss Gyula.
| Időpont         | Helyszín                       | Mérkőzés típusa         | Mérkőzés                 | Eredmény | Nézők száma |
| --------------- | ------------------------------ | ----------------------- | ------------------------ | -------- | ----------- |
| 1921. június 5. | Hungária úti Stadion, Budapest | 78. válogatott mérkőzés | Magyarország–Németország | 3 – 0    | 30. 000     |